# Holmes
Holmes je priimek več oseb:
- Alexis Holmes (*2000), ameriška atletinja, tekačica na 400 m
- Arthur Frank Holmes (1924 – 2011), angelško-ameriški filozof, profesor
- Kate (Noelle) Holmes (*1978), ameriška igralka in režiserka
- Leonard Geoffrey Holmes, britanski general
- Noel Galway Holmes, britanski general
- Ruth Bradley Holmes (1924–2021), ameriška jezikoslovka, šolnica in poliglotka
- Sherlock Holmes, fiktiven lik detektiva iz romana škotskega pisatelja Arthurja Conana Doyla.
- William George Holmes, britanski general
- Kenneth Archibald Holmes-Tarn, britanski general